# Philomèle et Procné
Pour les articles homonymes, voir Philomèle.

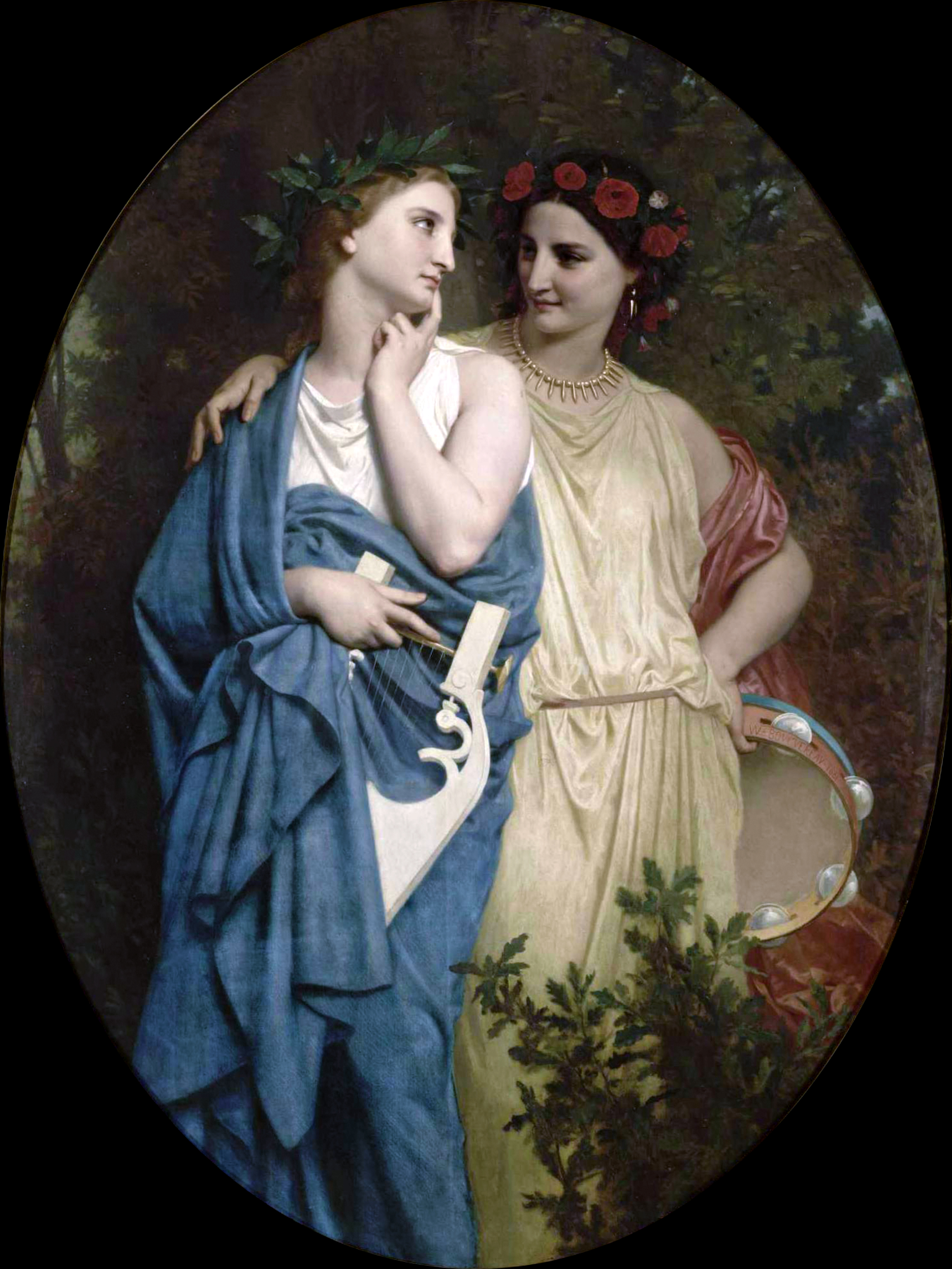
Philomèle et Progné par William Bouguereau, 1861.

Dans la mythologie grecque, Philomèle et Procné (en grec ancien Φιλομήλη καὶ Πρόκνη / Philomếlê kaì Próknê) sont les deux filles de Pandion (roi d'Athènes) et de Zeuxippe. Leur légende forme une efflorescence du mythe de fondation d'Athènes.

## Mythe

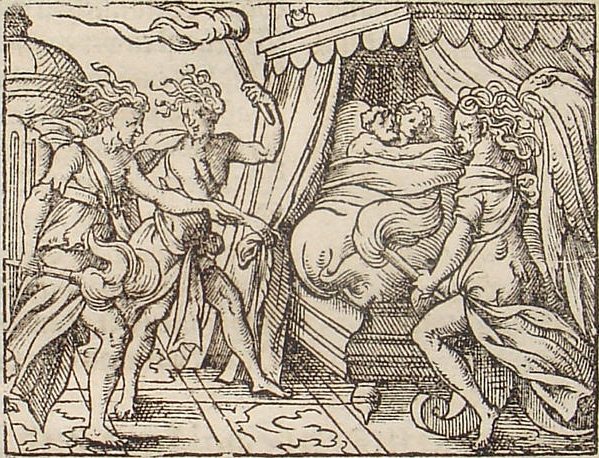
Térée et Procné entourés par les Furies, illustration de Virgil Solis pour le livre VI des Métamorphoses d'Ovide, 1562.

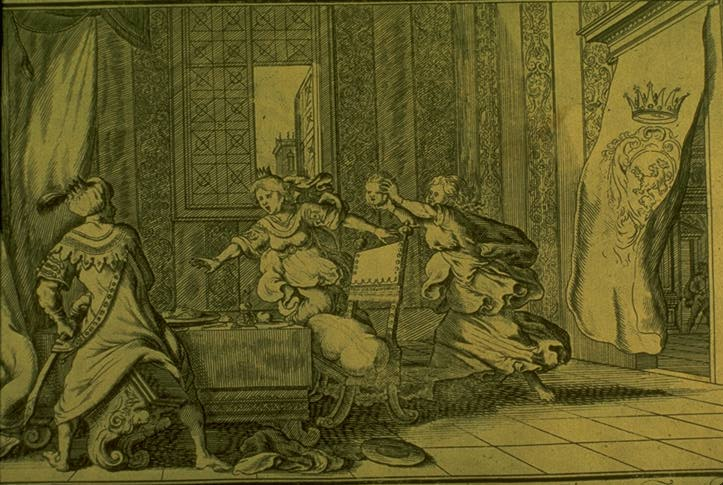
Philomèle et Procné montrent la tête d'Itys à son père, gravure pour le livre VI des Métamorphoses d'Ovide.

Leur histoire est racontée notamment dans les Métamorphoses d'Ovide : Procné est mariée à Térée, roi de Thrace. Après cinq années d'union et la naissance d'un fils, Itys, elle éprouve le désir de voir sa jeune sœur Philomèle, et s'en ouvre à son mari. Celui-ci se rend alors à Athènes pour demander au roi Pandion de permettre le séjour de Philomèle chez eux. Mais découvrant la beauté de sa belle-sœur, il désire aussitôt la posséder. Pandion accepte finalement de lui confier sa fille, en lui faisant promettre d'en prendre soin ; mais à peine ont-ils débarqué sur la côte thrace que Térée l'entraîne dans une bergerie où il la viole et lui coupe ensuite la langue pour l'empêcher de parler. Philomèle est laissée sous bonne garde dans la bergerie, et de retour devant sa femme, Térée lui fait croire qu'elle est morte durant le voyage.
Mais Philomèle a l'idée d'avertir sa sœur en tissant une toile qui révèle son calvaire. La toile est portée à Procné par l'intermédiaire d'une servante, et ainsi avertie, Procné n'a plus qu'une idée : venger sa sœur. Profitant de la célébration des mystères de Dionysos, elle va la délivrer de sa prison, et l'introduit dans le palais. Procné tue alors Itys, son jeune fils, et les deux femmes le découpent et cuisent ses membres. Puis elles le font servir à Térée, lors d'un repas qu'il prend seul. Lorsque celui-ci réclame son fils, Procné répond simplement « Ton fils est avec toi », et Philomèle surgit, qui jette la tête d'Itys sur la table. À cette vue, Térée, transporté de rage, veut poursuivre les deux sœurs. Mais elles se sauvent et se métamorphosent, Procné en rossignol, Philomèle en hirondelle ou le contraire suivant les auteurs. Térée lui-même, changé en huppe, ne peut les atteindre. Quant à Itys, les dieux, ayant eu pitié de son sort, le métamorphosent en chardonneret. Cependant chez Ovide, on ne trouve pas cette version concernant Itys : il est tué et mangé sans métamorphose ultérieure.
Chez Virgile (Géorgiques), Philomèle a eu des enfants sous forme de rossignol, mais un paysan les a fait tomber du nid (durus arator), causant ainsi son chagrin et ses lamentations (maestis late, littéralement "gémissements affligés"). Dans ce poème, elle sert de point de comparaison pour Orphée.
Antoninus Liberalis, dans ses Métamorphoses (XI), raconte une version similaire de la légende dans son histoire d'Édon et Polytechnos.
Une fable de Jean de La Fontaine intitulée Philomèle et Progné est publiée en 1668 dans le livre III du premier recueil de ses Fables.
Un roman de Chrétien de Troyes, Philomena, reprend l'histoire d'Ovide.
En raison de ce mythe, une espèce de rossignol (Luscinia megarhynchos) porte le nom commun de Rossignol philomèle et une autre (Luscinia luscinia) le nom de Rossignol progné. Le nom scientifique de la Grive musicienne, Turdus philomelos, fait également référence à ce mythe.

## Musique
- Philomèle, tragédie lyrique de Marc-Antoine Charpentier (composée en collaboration avec Monseigneur le Duc d'Orléans, Duc de Chartres), perdue.

### Sources
- Antoninus Liberalis, Métamorphoses [détail des éditions].
- Pseudo-Apollodore, Bibliothèque [détail des éditions] [lire en ligne] (III, 14, 8).
- Homère, Odyssée [détail des éditions] [lire en ligne] (XIX, 511-534).
- Hygin, Fables [détail des éditions] [(la) lire en ligne] (XLV).
- Ovide, Métamorphoses [détail des éditions] [lire en ligne] (VI, 424 et suiv.).
- Pausanias, Description de la Grèce [détail des éditions] [lire en ligne] (I, 41, 8).
- Géorgiques, Virgile